# Dietrich Thurau
Dietrich Thurau (ur. 9 listopada 1954 we Frankfurcie nad Menem) – niemiecki kolarz torowy i szosowy, trzykrotny torowy mistrz świata i dwukrotny szosowy wicemistrz świata.

## Kariera
Pierwszy sukces w karierze Dietrich Thurau osiągnął w 1971 roku, kiedy został juniorskim mistrzem kraju w indywidualnym wyścigu na dochodzenie, a rok później zwyciężył w szosowych wyścigu ze startu wspólnego. Na torowych mistrzostwach świata w Montrealu w 1974 roku wspólnie z Güntherem Schumacherem, Peterem Vonhofem i Hansem Lutzem zdobył złoty medal w drużynowym wyścigu na dochodzenie. Pięć lat później, podczas torowych mistrzostw świata w Amsterdamie Thurau zwyciężył w derny, sukces ten powtarzając na mistrzostwach w Besançon w 1980 roku. Ponadto Niemiec zdobywał srebrne medale w wyścigu ze startu wspólnego na szosowych mistrzostwach w San Cristóbal w 1977 roku oraz mistrzostwach w Valkenburgu w 1979 roku. W pierwszym wypadku wyprzedził go tylko Włoch Francesco Moser, a w drugim najlepszy był Holender Jan Raas. W 1975 roku zwyciężył w Tour de Picardie i Grand Prix de Fourmies, w 1976 roku był najlepszy w klasyfikacji punktowej Vuelta a España, a w 1979 troku wygrał wyścig Liège-Bastogne-Liège. Nigdy jednak nie wystartował na igrzyskach olimpijskich.